# Maximilian Beier
Maximilian Beier (* 17. Oktober 2002 in Brandenburg an der Havel) ist ein deutscher Fußballspieler. Der Stürmer steht bei Borussia Dortmund unter Vertrag und ist A-Nationalspieler.

## Karriere

### Verein
Beier spielte in seiner Heimatstadt beim Stadtteilklub ESV Kirchmöser sowie für den Brandenburger SC Süd 05, ehe er erst in die Eliteschule von Energie Cottbus und schließlich als 15-Jähriger in das Nachwuchsleistungszentrum der TSG 1899 Hoffenheim wechselte. Mit der B-Jugend des Vereins wurde der Stürmer in der Saison 2018/19 Zweiter der Bundesliga-Staffel Süd/Südwest sowie mit 18 Toren am Saisonende als bester Torschütze ausgezeichnet.
Zur Saison 2019/20 wurde Beier in den Kader der A-Junioren berufen und entwickelte sich rasch zum Stammspieler. Nachdem er unter Cheftrainer Alfred Schreuder bereits Anfang November 2019 in der Bundesliga sowie Anfang Februar 2020 im DFB-Pokal auf der Bank gesessen hatte, kam der Angreifer beim 0:1 in Freiburg am 21. Spieltag der Saison 2019/20 kurz vor Schluss für Robert Skov aufs Feld. Mit 17 Jahren, 3 Monaten und 23 Tagen löste er so Niklas Süle als bis dato jüngsten Hoffenheimer Bundesligaspieler ab. Bis zum Saisonende folgten fünf weitere Bundesligaeinsätze für den 17-Jährigen. Für die U19 kam er in dieser Spielzeit auf 15 Einsätze, in denen ihm zehn Tore gelangen, ehe die A-Junioren-Bundesliga aufgrund der COVID-19-Pandemie abgebrochen wurde.
Nach wenigen Spieltagen in der Saison 2020/21, zu der Sebastian Hoeneß die Profis übernommen hatte, erhielt der gerade 18 Jahre alt gewordene Beier seinen ersten Profivertrag mit einer Laufzeit bis zum 30. Juni 2024. In den folgenden Wochen sammelte der Stürmer erste Erfahrungen in der Europa League und erzielte beim 4:1-Sieg gegen die KAA Gent zwei Tore. Um Spielpraxis zu sammeln, kam Beier, der in dieser Spielzeit letztmals für die U19 spielen durfte, regelmäßig in der zweiten Mannschaft in der viertklassigen Regionalliga Südwest zum Einsatz. Beier beendete die Saison mit drei Bundesliga-, zwei Europa-League- (zwei Tore) sowie 24 Regionalligaeinsätzen (neun Tore). Für die A-Junioren kam er nicht mehr zum Einsatz.
Am 19. August 2021 wechselte der Angreifer bis zum Ende der Saison 2021/22 auf Leihbasis zum Zweitligisten Hannover 96. Einen Tag später gab er sein Zweitligadebüt im Heimspiel gegen den 1. FC Heidenheim (1:0), als er in der Nachspielzeit eingewechselt wurde. Er konnte sich sehr bald einen Stammplatz im Sturm erobern, den er bis zum Saisonende verteidigte. Insgesamt bestritt Beier 30 von 31 möglichen Zweitliga-Partien, in denen ihm drei Treffer gelangen. Im DFB-Pokal konnte er besonders glänzen, als ihm sowohl gegen Fortuna Düsseldorf (2. Runde) wie auch gegen Borussia Mönchengladbach (Achtelfinale) jeweils zwei Tore gelangen.
Im Anschluss an die Saison wurde das Leihgeschäft mit Hannover um ein weiteres Jahr verlängert, um Beier weitere Spielpraxis sammeln zu lassen. Gleichzeitig verlängerte Hoffenheim den Vertrag mit dem Spieler bis zum 30. Juni 2025. In der Saison 2022/23 kam Beier auf weitere 33 Spiele für den Zweitligisten, in denen ihm sieben Treffer gelangen.
Im Sommer 2023 kehrte Beier wieder zur TSG Hoffenheim zurück. Die Saison 2023/24 begann für ihn sehr erfolgreich. Für die Hoffenheimer erzielte er an den Spieltagen 2 bis 5 jeweils ein Tor, was der TSG zu vier gewonnenen Spielen in Serie verhalf. Daraufhin verlängerte er seinen Vertrag bei der TSG bis zum 30. Juni 2027. Insgesamt absolvierte Beier 33 Ligaspiele in dieser Saison und erzielte dabei 16 Tore. Dies machte ihn zum fünftbesten Torschützen der Bundesliga.
Im Sommer 2024 unterschrieb Beier beim Bundesligakonkurrenten Borussia Dortmund einen Fünfjahresvertrag. Nach einer langen Scorerflaute schoss Beier im November 2024 beim Bundesligasieg gegen RB Leipzig sein erstes Tor für Borussia Dortmund zum zwischenzeitlichen 1:0. Anschließend legte er den Siegtreffer zum 2:1-Endstand vor. Im Bundesliga-Spiel gegen Mainz 05 am 30. März 2025 erzielte Beier seinen ersten Doppelpack für den BVB.

### Nationalmannschaft
Beier nahm mit der U17 Deutschlands an der Europameisterschaft 2019 in Irland teil und konnte ein Tor erzielen; Deutschland schied jedoch bereits in der Gruppenphase aus. Im September 2023 wurde Beier erstmals in den Kader der deutschen U21-Auswahl einberufen und erzielte bei seinem Debüt im Freundschaftsspiel gegen die Ukraine auch auf Anhieb sein erstes Tor für die Auswahlmannschaft.
Mitte März 2024 wurde Beier erstmals von Nationaltrainer Julian Nagelsmann in den Kader der deutschen A-Nationalmannschaft einberufen, allerdings erhielt er bei den beiden Freundschaftsspielen keine Einsatzzeit.
Ende Mai 2024 wurde er von Bundestrainer Julian Nagelsmann in den Kader für die Europameisterschaft im eigenen Land berufen. Wenige Tage später, am 3. Juni 2024, wurde er beim Freundschaftsspiel gegen die Ukraine für Jamal Musiala eingewechselt und debütierte für die Nationalmannschaft. Bei der EM kam er nur im dritten Gruppenspiel gegen die Schweiz zum Einsatz, als er in der 65. Minute für Robert Andrich eingewechselt wurde.
Seit der Länderspielpause im Oktober 2024 läuft Beier aufgrund zuvor ausbaufähiger Leistungen bei Borussia Dortmund wieder für die U21 auf, für die er bei seiner Rückkehr beim 2:1-Sieg gegen Bulgarien direkt ein Tor beisteuern konnte.

## Auszeichnungen
- Torschützenkönig der B-Junioren-Bundesliga (Staffel Süd/Südwest): 2019 (18 Tore)
- Rookie des Monats der Fußball-Bundesliga (2): Februar 2024, März 2024